# Elaeagnus jiangxiensis
Elaeagnus jiangxiensis — вид квіткових рослин з родини маслинкових (Elaeagnaceae). Поширення: Китай (провінція Цзянсі).

## Середовище
Росте біля струмків у долинах.

## Біоморфологічна характеристика
Це листопадний або напіввічнозелений кущ заввишки близько 2 метрів. Старі гілки з короткими конічними колючками; молоді гілки з густими блідо- до темно-коричневими зірчастими волосками. Ніжка листка 5–7 мм, із зірчастими волосками; листкова пластинка знизу сірувато-зелена, зверху висихає тьмяно-зеленою, яйцеподібна, 3.5–6 × 2–3 см, знизу зірчасто-повстяна, в молодості зверху зірчасто-повстяна, пізніше гола, бічні жилки 3–5 з кожного боку середньої жилки, непомітно підняті знизу, глибоко вдавлені зверху, основа округла, край цілокраїй, верхівка загострена. Квітки часто по 1–7 у пазухах довгих пагонів та по 2–8 у вкороченому суцвітті на коротких гілках. Квітки білі, з білими та коричневими зірчастими волосками. Трубка чашечки ≈ 9.5 мм; частки овально-довгасті, ≈ 5.5 × 3 мм, з рідкісними білими зірчастими волосками. Плодоніжка 1.5–1.8 см. Цвітіння: квітень; плодіння: червень.